# Едуар Альбер Рош
Едуар Альбер Рош (фр. Édouard Albert Roche; 17 жовтня 1820, Монпельє — 8 квітня 1883) — французький астроном та математик, найвідоміший своїми роботами в області небесної механіки.

## Біографія
Народився в Монпельє, місті на півдні Франції. Закінчив Університет Монпельє, після закінчення в 1844 році викладав там же, с 1849 року — професор математики і астрономії. У 1849 році був запрошений Доменіко Франсуа Араго в Паризьку обсерваторію, але пропрацював там недовго — до 1852 року, після чого повернувся до Університету Монпельє, де зайняв кафедру математики. З 1873 року — член-кореспондент Французької академії наук .

## Наукова діяльність
Основні наукові праці присвячені проблемам внутрішньої будови і форми небесних тіл, а також космогонії. У 1849—1851 досліджував фігури рівноваги рідких тіл обертання, беручи до уваги не лише внутрішні сили, але і зовнішні сили тяжіння. Вивчив граничний випадок зоряної конфігурації, коли вся маса зосереджена в центрі (модель Роша). Ця модель, як виявилося згодом, краще за інші описує розподіл густини в зорях як головної послідовності, так і в гігантах, і сьогодні вона широко застосовується у фізиці тісних подвійних зір, а характерна поверхня нульової швидкості, що оточує обидва компоненти і визначає верхні межі розмірів компонентів, була названа граничною, або критичною, поверхнею Роша. Запропонований Рошем закон зміни щільності Землі з глибиною і тепер використовується в теорії внутрішньої будови нашої планети. Рош розглянув рівновагу нескінченно малого супутника, що обертається біля кулястої планети по кеплеровій круговій орбіті, і показав, що рівноважні фігури неможливі, якщо кутова швидкість перевершує певну межу, звідси випливає, що існує нижня межа для радіуса орбіти — відстань, на якій рідкий супутник заданої щільності буде розірвано припливними силами (Межа Роша). Пояснив таким чином існування кілець у Сатурна. Досліджував також рух супутника скінченної маси. У 1873 році вперше дав математичне обґрунтування космогонічної небулярної гіпотези Лапласа, розглянув детально процес утворення планет, їхніх супутників, астероїдів. Вивчав атмосфери планет і комет, у 1859 роі, задовго до відкриття тиску сонячного світла, розглянув форму кометних оболонок і правильно пояснив її.